# Lantabat
 Lantabat  (en vasco Landibarre) es una población y comuna francesa, en la región de Aquitania, departamento de Pirineos Atlánticos, en el distrito de Bayona y cantón de País de Bidache, Amikuze y Ostibarre.

## Demografía
| Gráfica de evolución demográfica de Lantabat entre 1800 y 2012 |
|                                                                |

Fuentes: Ldh/EHESS/Cassini e INSEE.